# Semantik
Semantik (von altgriechisch σημαίνειν sēmaínein, deutsch ‚bezeichnen, ein Zeichen geben‘), auch Bedeutungslehre genannt, ist die wissenschaftliche Beschäftigung mit Bedeutung und mit den verschiedenen Beziehungen zwischen einem Zeichen und dem Bezeichneten. In einem weiteren Sinn verstanden, handelt es sich um eine der drei Disziplinen der Semiotik, der wissenschaftlichen Betrachtung von beliebigen Zeichen, etwa auch denen in Verkehrsschildern, Tierlauten, Artefakten oder Kunstwerken. In einem engeren (und geläufigeren) Sinn behandelt die Semantik die Bedeutung sprachlicher Zeichen. Sie ist dann Teil der Linguistik.
Die Semantik steht jeweils der Syntax (in der Semiotik meist: „Syntaktik“) gegenüber, bei der es um die Kombination von Zeichen zu größeren Einheiten geht, und ferner der Pragmatik als der Theorie der Zeichenverwendung. Eine klare Abgrenzung ist aus verschiedenen Gründen umstritten.
Die Fixierung einer Bedeutung insbesondere von Sätzen, Satzteilen, Wörtern oder Wortteilen natürlicher oder formaler Sprachen mithilfe formal-logischer Mittel ist Gegenstand der formalen Semantik.

## Semantik und Semiotik
In einem allgemeinen Sinn ist die Semantik die Theorie der Bedeutung. Je nach zugrundegelegtem Bedeutungsbegriff hat eine bestimmte Semantik eine spezifische Perspektive. Zudem lassen sich unter „Zeichen“ nicht nur sprachliche Ausdrücke und deren Teile (z. B. Wörter, Morpheme und Grapheme) fassen. Die Semantik als Lehre der Deutung von Zeichen kann sich auch auf Zeichen und Spuren natürlicher Phänomene (wie in der Diagnostik das Erkennen von Symptomen), Mantik als Erkennen von Abwesendem auf natürlichem oder übernatürlichem Wege (z. B. die Vorhersage des Wetters oder das Verfolgen von Wildtieren anhand von Spuren), oder auf andere intentional gestaltete Objekte (Kunstwerke, Gebäude, Gebrauchsgegenstände, Verhalten, Regelwerke, im weitesten Sinne soziale Objekte) beziehen.
Charles W. Morris wird verbreitet zugeschrieben, den Ausdruck Semantik geprägt zu haben. Er verstand unter Semantik die Beziehung der Zeichen zu ihren Referenten oder Designaten. Der Semantikbegriff von Morris unterscheidet sich vom heutig vorherrschenden Gebrauch ebenso, wie der Semantikbegriff der formalen Logik, der unter Semantik eine Bedeutungsfestlegung, keine Deutung der Zeichen versteht.

## Semasiologie und Onomasiologie
In der Semantik spielen zwei verschiedene Fragerichtungen eine Rolle:
- Denkt man über die semantische Fragestellung nach der Bedeutung sprachlicher Zeichen vom Zeichen her („Was bedeutet das Zeichen?“), so nennt man diese Perspektive semasiologisch. Man spricht auch von Semasiologie in einem allgemeinen Sinn als Synonym für Semantik oder in einem engeren Sinn als Lehre von den Wortbedeutungen.

und
- Denkt man vom Gegenstand her („Wie wird der Gegenstand bezeichnet?“) geht man onomasiologisch vor. Man spricht von der Onomasiologie im Sinne einer Bezeichnungslehre. Ein Bildwörterbuch oder ein Wörterbuch, das nach Sachgruppen und Bedeutungsverwandtschaft geordnet ist (etwa bei Dornseiff), zeigen eine onomasiologische Perspektive.[7]

## Linguistische Semantik
Die Semantik als Teildisziplin der Sprachwissenschaft (linguistische Semantik) untersucht die Bedeutung sprachlicher Zeichen. Alle sprachlichen Äußerungen, die eine Bedeutung haben, können als Zeichen aufgefasst werden. Die Wortform ziel-st besteht beispielsweise aus zwei Wortteilen, die die Bedingung für Zeichen erfüllen: Der Wortstamm steht für eine Bedeutung, die man etwa mit „ein bestimmtes Ziel erreichen wollen“ umschreiben kann, die Endung -st steht für die (grammatische) Bedeutung 2. Person Einzahl. Grammatische Bedeutungen werden oft auch als grammatische Funktion bezeichnet. Nun kann man sagen: Die Semantik als Teildisziplin der Linguistik befasst sich mit der Beschreibung und Erklärung der Bedeutungen sprachlicher Einheiten und mit den Möglichkeiten, diese zu komplexen Äußerungen zu kombinieren, sodass ganze Sätze und auch noch größere Einheiten entstehen und in der Kommunikation erfolgreich genutzt werden können. Als historische Semantik untersucht sie, wie die Bedeutungen der Spracheinheiten (der sprachlichen Zeichen) sich im Laufe der Zeit verändert haben.
Nicht alle beliebigen Bestandteile von Wörtern sind auch Zeichen im genannten Sinne: Zerlegt man etwa eine Wortform wie vie-le in der angedeuteten Weise in zwei Silben, so hat keine dieser beiden Silben für sich eine Bedeutung; nur zusammen tragen sie eine in der Sprachgemeinschaft übereinstimmend geteilte Bedeutung, die etwa mit „eine große Zahl von“ beschrieben werden kann. Zerlegt man das gleiche Wort in viel-e, erhält man wieder zwei Wortteile (Wortstamm und Endung), die Zeichen sind. Entsprechendes wie für Silben gilt auch für einzelne Laute oder Buchstaben. Auch sie haben für sich allein keine Bedeutung.
Als sprachliche Zeichen gelten alle Ausdrücke, die eine lautliche oder schriftliche (oder andere) Form mit einer Bedeutung verbinden. Die kleinsten bedeutungstragenden Zeichen sind in diesem Sinne die Morpheme. So besteht die oben angeführte Wortform zielst aus zwei Bestandteilen (Konstituenten):
- das Morphem des Wortstamms (Wortwurzel) und
- ein Morphem, das grammatische Merkmale anzeigt (die Konjugationsformen).

Die nächstgrößeren Zeichen sind (komplexe) Wörter und Lexeme, gefolgt von Satzgliedern, Teilsätzen, Sätzen und Texten. Alle diese Einheiten erfüllen die Bedingungen für „Zeichen“.
Da sich die Pragmatik ebenfalls mit der sprachlichen Bedeutung befasst, jedoch unter der Perspektive, welche Funktion Ausdrücke in einem Äußerungsakt annehmen, ist eine klare Trennung von der Semantik schwierig oder zumindest theorieabhängig. Unterscheidet man Satzbedeutung und Äußerungsbedeutung sowie Sprecherbedeutung, so befasst sich die Semantik mit der Ausdrucksbedeutung (Wörter und Sätze), Semantik und Pragmatik gemeinsam mit der Äußerungsbedeutung und die Pragmatik allein mit der Sprecherbedeutung.
Die Semantik wird aus unterschiedlichen Perspektiven und Ansätzen betrieben.

### Gegenstände und Ebenen der Betrachtung

#### Wort-, Satz-, Text- und Diskurssemantik
- Die lexikalische Semantik (auch: Wortsemantik) beschäftigt sich mit der Bedeutung von Wörtern und Morphemen wie auch mit der inneren Strukturierung des Wortschatzes insgesamt.[9]
- Die Satzsemantik untersucht, wie aus der Bedeutung einzelner Wörter durch ein festes Inventar an Verknüpfungsregeln die Bedeutung von größeren syntaktischen Einheiten (namentlich Phrasen, Satzgliedern, Teilsätzen und ganzen Sätzen) hervorgeht. Die Interpretation eines Satzes muss dabei auf einer Analyse seiner syntaktischen Struktur aufgebaut werden.
- Die Textsemantik konzentriert sich auf die Analyse der Kombination von Sätzen als reeller oder hypothetischer Sachverhalte zu Erzählungs-, Beschreibungs- oder Argumentationszusammenhängen.
- Die Diskurssemantik arbeitet auf der Ebene von Texten verschiedener Personen, die miteinander in Beziehung stehen (Diskussion, Unterhaltung, Lehrveranstaltung, Stammtisch).

Wissenschaftsgeschichtlich sind die Wort- und Morphemsemantik traditionell die Hauptgegenstände der linguistischen Semantik. Erst später ist etwa eine Satzsemantik dazugekommen.
Von Gottlob Frege wurde ein Kompositionialitätsprinzip behauptet. Demnach ergibt sich die Bedeutung eines komplexen sprachlichen Ausdrucks aus den Bedeutungen der elementaren Bestandteile und der Verbindungsregeln. Es wird jedoch diskutiert, inwieweit das Frege-Prinzip für natürliche Sprachen gilt, oder ob es sich um ein Konstruktionsprinzip für formale Sprachen handelt.

#### Bedeutung der Lexikalischen Semantik
Die Erforschung der Bedeutung von Wörtern ist traditionell das Hauptthema der linguistischen Semantik. Die Untersuchungen erfolgen unter verschiedenen Aspekten:
- Aufbau der Bedeutung eines einfachen Wortes aus elementaren Bedeutungselementen (Semen); die Bedeutung eines Wortes lässt sich dann als eine bestimmte Konfiguration seiner Seme darstellen, die zusammen sein Semem bilden (Komponentenanalyse). Das Semem ist eine hierarchisch geordnete Struktur, bestehend aus den Semen des Wortes. Es sollte sich von dem eines bedeutungsverwandten Wortes in wenigstens einem Sem unterscheiden. Für das Wort „Truhe“ hat Hundsnurscher (1970: 43) ein Analysebeispiel vorgeschlagen.[12]
- Beitrag der Morpheme zur Bedeutung eines komplexen Wortes. Die Gesamtbedeutung einer Flexionsform eines Wortes, einer Ableitung oder eines Kompositums lässt sich oft nur teilweise aus der Bedeutung seiner morphologischen Bestandteile herleiten. Besonders bei älteren Bildungen spielen Lexikalisierungen eine große Rolle.
- Die Stellung eines Wortes in einem Wortfeld. Hierbei geht es darum herauszufinden, worin genau ein bestimmtes Wort sich in seiner Bedeutung von anderen, bedeutungsähnlichen Wörtern unterscheidet.[13]
- Die Bedeutungsbeziehungen, -relationen, die zwischen Wörtern bestehen: Antonymie, Homonymie, Hyponymie, Hyperonymie, Polysemie und Synonymie.

### Historische (diachronische) versus synchronische Semantik
Semantik lässt sich in diachronischer und/oder in synchronischer Perspektive betreiben. Bis Ferdinand de Saussure († 1913) herrschte eine diachronische Betrachtungsweise in der Sprachwissenschaft vor.
Die historische Semantik befasst sich mit Bedeutungswandel der Wörter im Lauf der Zeit. Ein weiterer wesentlicher Forschungsansatz zur historischen Semantik ist ferner die Etymologie, die sich neben der Lautentwicklung auch mit der Bedeutungsentwicklung von Morphemen und Wörtern befasst.
Die frühesten Arbeiten zur historischen Semantik stammen von Antoine Meillet, Wilhelm Wundt, Léonce Roudet, Jost Trier und Herman Paul. Seit den 1950er Jahren galten Stephen Ullmanns Arbeiten als maßgeblich. Seit den 1960er Jahren gibt es in Philosophie und Geschichtswissenschaft umfangreiche Forschungsvorhaben, die man unter dem Oberbegriff „Begriffsgeschichte“ zu den Forschungen zur historischen Semantik zählen kann. Seit Ende der 1990er Jahre und Anfang des 21. Jahrhunderts gibt es Versuche (wie von Andreas Blank, Peter Koch und Joachim Grzega), die Historische Semantik unter Berücksichtigung der Kognitiven Linguistik neu aufzustellen.
Die synchronische Semantik ist die Semantik, die sich auf die Bedeutung sprachlicher Zeichen (einer bestimmten natürlichen Sprache), wie sie in einem bestimmten Zeitraum von einer bestimmten Gruppe als Instrument der Kommunikation verwendet wird, bezieht.
Diachronische und synchronische Betrachtungsweise müssen sich nicht widersprechen, sondern können sich sinnvoll ergänzen. So wendet die diachronisch-strukturelle Semantik „das Prinzip der Strukturiertheit des Wortschatzes nicht nur zur synchronischen Systembetrachtung, sondern auch, um Sprachgeschichte, genauer: Bedeutungswandel, zu erklären. Bedeutungswandel ist Wortschatzgliederungswandel.“

### Dynamische Semantik versus statische Semantik
Von einer dynamischen Semantik wird in Abgrenzung zu so genannten statischen Bedeutungstheorien dann gesprochen, wenn etwa die Bedeutung einer (sprachlichen) Einheit (Wort, Satz, Text) in systemtheoretischer Hinsicht „als Aktualisierungsfunktion (update function) aufgefasst“ wird, durch die ein Systemzustand (Kontext, Informationsstand) vor der Äußerung/Verarbeitung dieser Einheit in einen neuen Systemzustand (Kontext, Informationsstand) nach der Äußerung/Verarbeitung überführt wird.

### Formale Semantik

#### Grundzüge und Protagonisten der Formalen Semantik
Formale Semantik war ursprünglich die Semantik formaler, künstlicher Sprachen innerhalb der formalen Logik. Neben dieser formalen Semantik der Logik gibt es inzwischen auch eine formale Semantik natürlicher Sprachen, die sich logischer Beschreibungsmittel bedient.
Unter dem Einfluss von Augustus De Morgan, George Boole, Alfred Tarski und Richard Montague definiert die formale Semantik Satzbedeutungen über die Wahrheitsbedingungen und beschreibt diese mit einer „formelhaften Metasprache […], die auf den Prinzipien der philosophischen Disziplin Logik aufbaut“. Kritikpunkt dabei ist, dass Bedeutungsnuancen verlorengehen können.

#### Modelltheoretische Semantik (Tarski-Semantik)
Die modelltheoretische Semantik (auch: wahrheitsfunktionale Semantik) – von Richard Montague – (engl.: model-theoretic semantics) ist eine Richtung der formalen Semantik, die die semantische Interpretation künstlicher und natürlicher Sprachen im Anschluss an Alfred Tarski dadurch vornimmt, dass sie „Bedeutung mit genau definierter Interpretation in einem Modell gleichsetzt.“
„In der modelltheoretischen Semantik wird die Komplexität von Extensionen eingeschränkt, indem man kleine Modelle mit einer überschaubaren Extension für eine bestimmte Welt und eine bestimmte Zeit definiert. Diese Modelle sind kleine Weltausschnitte, mit deren Hilfe sich die Bedeutungen sprachlicher Ausdrücke ermitteln lassen.“
In diesem Zusammenhang gilt es zwischen der Objektsprache und Metasprache zu unterscheiden. Die formale Sprache als Objektsprache wird in einem Modell interpretiert. Das Modell besteht aus einem Individuenbereich (Universum) und einer Wertzuweisungs- oder Interpretationsfunktion, die jeder nicht-logischen Konstante der Objektsprache ihr Denotat im Modell zuweist.

### Generative Semantik
Die Generative Semantik zählt zur Gruppe der generativen Grammatiktheorien. Der Begriff wird in der Fachliteratur unterschiedlich verwendet:
1. im weiteren Sinn – aber missverständlich wegen der Verwechslungsgefahr mit Lakoffs Variante – für die semantischen Komponenten der Generativen Grammatik, die Noam Chomsky mit der Standardtheorie (1965–1970) in die Transformationsgrammatik (TG) einbezog – im Gegensatz zu seiner älteren Aspekt-Version, welche nur die grammatischen Kategorien und Relationen des Satzes berücksichtigt. Auch werden synonym die Begriffe semantische Grammatik oder – vor allem – interpretative Semantik benutzt.
2. für die Semantiktheorie von Jerrold Katz und Jerry Fodor, die jedoch meistens als Interpretative Semantik bezeichnet wird.
3. im engeren Sinn für Grammatiken, die in den 1960er Jahren u. a. von George Lakoff, James D. McCawley, Paul M. Postal und John Robert Ross konzipiert wurden, als Reaktion auf Chomskys Vernachlässigung der Semantik in seiner TG. Diese Definition wird im Folgenden – wie auch im Hauptartikel – verwendet.

Vorgeschichte der Generativen Semantik in der Definition (3):
Chomsky entwickelte sein Modell der Generativen Grammatik im Zusammenhang mit seiner Kritik am amerikanischen taxonomischen Strukturalismus (Weiteres unter: The Linguistics Wars: Entwicklung der Debatte), der nur objektivierbare Phänomene der Grammatik zum Forschungsgegenstand auswählte und durch Segmentieren, Klassifizieren die distinktiven Grundbausteine ermittelte, wobei die Wortbedeutung keine Berücksichtigung fand, ebenso in der ersten Version von Chomskys Generativer Transformationsgrammatik (TG). Die Diskussion um die semantische Komponente innerhalb der TG löste die als Linguistics Wars bekannt gewordene Auseinandersetzung nordamerikanischer Wissenschaftler aus und führte zur Konzeption von Lakoffs Generativer Semantik, z. T. mit Rückgriff auf europäische Linguisten, die andere Wege als die amerikanischen Strukturalisten gegangen waren:
- Louis Hjelmslev u. a. bezogen schon in den 1930er-Jahren die Korrespondenz von Inhalt und Ausdruck auf eine gemeinsame Struktur, deren Elemente und Relationen mit algebraischer Formalisierung beschrieben wurden. Die Wortbedeutungen zerlegte man ebenso in kleinste oppositionelle Merkmale wie die Phoneme.
- Lucien Tesnières Dependenzgrammatik untersuchte in den 1950er-Jahren die Abhängigkeit der Satzglieder v. a. vom Verb.

Gemeinsam (Lakoff u. a. lösten sich allerdings im Laufe der Linguistics Wars von diesen Vorstellungen) ist den verschiedenen Theorien der Generativen Grammatik (siehe unten Interpretative Semantik):
- das Anliegen, das System der Sprache wissenschaftlich exakter als in den traditionellen Sprachlehren der Einzelsprachen zu erfassen, indem man Wörter in die kleinsten Bestandteile (die atomaren Prädikate) zerlegt (nach Methoden der amerikanischen Strukturalisten) und untersucht, aus welchen abstrakten Grundregeln die Sätze abgeleitet (generiert) werden.
- Zweiter Ansatz ist das Postulat, dass das Sprachsystem im Gehirn ähnlich funktioniert wie ein Computer. Nach Jerry Fodors Ansicht können die vielfältigen Strukturen und Bedeutungen der sprachlichen Äußerungen (Oberflächenstruktur) auf einen Regelapparat (die Tiefenstrukturen) zurückgeführt werden, der einerseits durch Umformungen (Transformationen) die Sprachverwendung erzeugt (generiert) und andererseits das Verstehen ermöglicht. Entsprechend übernahmen die Linguisten bei ihren Notationen die – in der Informatik verwendeten – mathematischen Symbole der Graphentheorie in Verbindung mit Algorithmen: Grundform für die Konstituentenanalyse ist der Baumgraph.
- Jerry Fodor bezeichnet die abstrakten Basisstrukturen als Sprache des Geistes, die in einzelnen Gehirnregionen lokalisiert sei und durch kausale Abfolgen und Regeln nachgebildet werden könnte. Da er von einer genetischen Disposition ausgeht, nimmt er an, dass jeder Mensch über diese Sprachkompetenz verfügt und es möglich ist, eine die Teilsprachen übergreifende universale Basissprache für einen idealen Sprecher bzw. Hörer zu modellieren. Beim Sprechenlernen müsse das Kind nur noch die lexikalischen Einheiten und Morpheme erwerben und sie mit den Strukturen verbinden. Chomsky u. a. setzten diesen Ansatz in der Generativen Transformationsgrammatik um: Sie will nicht nur das Erzeugen, sondern ebenso das Erkennen erklären.
- Mit diesen Aspekten verbunden ist der Entwurf einer natürlichen Logik, deren Kalküle den Eigenschaften natürlicher Sprachen entsprechen. Dabei orientierten sich die generativen Grammatiktheorien u. a. an Rudolf Carnap. Als Vertreter des logischen Empirismus arbeitete dieser an einer logischen Analyse der Sprache nach dem Muster der physikalischen Sprache, die er als Universalsprache der Wissenschaft betrachtete.

### Interpretative Semantik
→ siehe auch: Die semantische Theorie, Vorgeschichte, Das Modell der semantischen Interpretation, Diskussion, Literatur
→ siehe auch: Jerry Fodor und Noam Chomsky, Semantische Theorie und Transformationsgrammatik
1. Der Begriff bezieht sich auf die Semantiktheorie (Die Struktur einer semantischen Theorie) von Jerrold Katz und Jerry Fodor.
2. Mit Interpretativer Semantik werden ebenfalls die semantischen Bestandteile der erweiterten Version von Noam Chomskys Transformationsgrammatik bezeichnet, missverständlich auch Generative Semantik genannt.

### Strukturelle Semantik
Mit dem Ausdruck strukturelle Semantik (auch: strukturalistische Semantik, strukturale Semantik) fasst man „unterschiedliche Modelle der Bedeutungsbeschreibung, die dem Strukturalismus verpflichtet sind und sich vorwiegend mit der Analyse lexikalischer Einheiten befassen.“ Die Strukturelle Semantik postuliert, dass die Bedeutung eines Wortes bzw. Lexems nicht isoliert, sondern nur über seine Beziehungsstruktur zu anderen Wörtern bzw. Lexemen innerhalb eines Sprachsystems analysiert und beschrieben werden kann.
Es handelt sich um Semantiken, in denen angenommen wird, dass die Inhaltsseite (signifié) strukturiert sei. „Sie gehen davon aus, dass der Wortschatz einer langue, genauer gesagt: ihr gesamter signifié-Bestand, in sich strukturiert ist und nicht aus voneinander unabhängigen Einzelinhalten besteht (ansatzweise de Saussure; die Vertreter der Wortfeldtheorie), oder davon, dass zunächst der einzelne signifié in sich strukturiert ist, also in kleinere Einheiten analysiert werden kann (Hjelmslev, Leisi), und dass daraus folgend auch das gesamte signifié-Reservoir einer langue strukturiert ist (Pottier, Greimas, Coseriu).“
„Die Bildung eines „Begriffsfeldes“, die Festsetzung der morphosemantischen Felder (Relationskomplex von Formen und durch eine Wortmenge geformten Sinnbegriffen), die semische Analyse der Lexeme, kurz, all das, was zur Organisation des semantischen Universums beitragen kann, ist Teil dieser Disziplin.“
Die strukturelle Semantik „fasst Bedeutung auf als von der Stellung eines Wortes im Sprachsystem determinierte Beziehung zwischen Lautform und Vorstellung (Ausdruck und Inhalt).“

### Merkmalssemantik
Die Merkmalssemantik (auch: Merkmalsemantik) bildet Bedeutung kompositional aus bedeutungsunterscheidenden Einzelmerkmalen. Ein Konzept wird gefüllt mit Merkmalen, aus denen sich die Gesamtbedeutung ergibt: So hat Junge die gleichen Merkmale wie Mädchen (+menschlich, -erwachsen) aber einen Unterschied im Merkmal (+männlich/weiblich). Mit der Merkmalssemantik können die Wahrheitswerte der wahrheitsfunktionalen Semantik besonders nachvollziehbar anhand der +/- Dichotomie der Merkmale bestimmt werden.
Die Merkmalssemantik sieht sich vielen Kritikpunkten ausgesetzt:
1. Für die Beschreibung von Konkreta scheint die Merkmalssemantik sich zu eignen. Bei abstrakten Begriffen stößt sie aber sehr schnell auf ihre Grenzen. Wie soll man z. B. ein Wort wie Demokratie merkmalssemantisch beschreiben?
2. Für viele Wortarten ist eine merkmalssemantische Beschreibung unzureichend wie z. B. Pronomen.
3. Der Merkmalssemantik zufolge müssen Dinge bestimmte Merkmale besitzen, um zu einer Kategorie zu gehören. Demnach ist ein notwendiges Merkmal von Vogel z. B., dass er fliegen kann. Allerdings gibt es in fast allen Kategorien Elemente, die nicht alle notwendigen Merkmale aufweisen. Bei Vögeln wären dies z. B. der Strauß oder der Pinguin, die beide nicht fliegen können.

### Prototypensemantik
Die Prototypensemantik nutzt – im Gegensatz zur Merkmalssemantik – zur Ermittlung einer lexikalischen Bedeutung nicht Einzelmerkmale (Seme), sondern Prototypen. Sie versucht, konventionalistische oder mentalistische Bedeutungstheorien in die Semantik zu integrieren.

## Semantik formaler Sprachen

### Die Semantik logischer Sprachen
Die logische Semantik (auch: reine Semantik) hat die Aufgabe, formale Sprachen (der Aussagenlogik, Prädikatenlogik etc.) zu interpretieren. Dabei werden die Bedeutungen nicht erforscht, sondern durch explizite Regeln festgelegt. Man spricht auch von formaler Semantik (der Logik) (zur formalen Semantik der Linguistik siehe oben).

#### Intensionale versus extensionale Semantik
Der Unterscheidung zwischen Extension und Intension eines sprachlichen Ausdrucks folgend, kann Semantik mehr intensional (intensionale Semantik) oder extensional (extensionale Semantik) betrieben werden.
Die Unterscheidung von Intension und Extension korreliert mit der zwischen Inhalt und Umfang oder Sinn und Bedeutung im Sinne von Gottlob Frege (1892). Allerdings verwendet Frege den Ausdruck Bedeutung in einem anderen als in dem heute herrschenden Sinn. Er definiert
- Sinn als den Inhalt, der sich aus den Relationen der Zeichen, Wörter, Sätze usw. untereinander im System der Sprache ergibt (bedeutungsähnlich mit Intension),
- Bedeutung als den Inhalt, der sich aus der Relation zwischen Zeichen und Welt ergibt (bedeutungsähnlich mit Extension).

Frege verdeutlicht die Unterscheidung am Beispiel des Begriffspaares Morgenstern und Abendstern, die beide dieselbe Bedeutung haben, da sie den Planeten Venus bezeichnen. Der Sinn der Ausdrücke sei jedoch offensichtlich unterschiedlich. Da diese Differenzierung nach heutigem Wortgebrauch nicht mehr leicht nachvollziehbar ist, wird inzwischen anstelle der Fregeschen Terminologie vorwiegend das Begriffspaar „Bedeutung (Sinn) – Bezeichnetes“ verwendet, Sinn und Bedeutung werden als synonym angesehen. Freges Differenzierungen haben auch in der linguistischen Semantik eine große Resonanz gefunden.
Die Semantik für nicht-modale Logiken ist extensional. Dies bedeutet, dass den Ausdrücken der formalen Sprache nur Extensionen zugeordnet werden.
Modallogische Sprachen werden hingegen durch eine intensionale Semantik interpretiert, wie durch die Semantik der möglichen Welten.

#### Wahrheitsfunktionale Semantik
Die wahrheitsfunktionale Semantik wurde von Alfred Tarski im Jahr 1944 „zu einem systematischen Verfahren formalisiert“. Sie führt die Bedeutung eines Satzes auf die Frage nach der Wahrheit eines Satzes zurück, da das Konzept der Wahrheit leichter zu fassen ist als das der Bedeutung. Sie ist eine Semantik, die „den Begriff der Bedeutung als eine Funktion zwischen sprachlichen Ausdrücken und der Welt auf(fasst) und verwendet die Wahrheit von Aussagen als Kriterium von deren Bedeutung.“
In der modelltheoretischen Semantik wird dies ausgearbeitet.

### Semantik in der Informatik
Die Semantik in der Informatik ist ein Anwendungsfall der logischen Semantik.
Hier wird für formale Programmiersprachen neben der Syntax eine formale Semantik definiert. Dies findet Anwendung im Bereich der Berechenbarkeitstheorie, der Komplexitätstheorie und insbesondere der Verifikation von Computerprogrammen (Korrektheit).
Im Bereich der Datenmodellierung spielt die Semantik eine Rolle, siehe hierzu auch Semantisches Datenmodell.

## Semantik in anderen Bereichen

### Informationstheorie
In der Informationstheorie versteht man unter der Semantik einer Informationsfolge die Bedeutung dieser Informationsfolge. Eine reine Zufallsfolge hat keine Semantik (jedoch einen sehr hohen Informationsgehalt).

### Systemtheorie
Die soziologische Systemtheorie versteht unter Semantik den gesamten Wissensvorrat (das offizielle Gedächtnis und das grundlegende kulturelle Erbe) des Gesellschaftssystems, der dauerhaft, wiederverwendbar und sozial übergreifend zur Verfügung steht. Dabei beinhalten systemspezifische Semantiken jeweils sozial bedeutsame und bewahrenswerte Leitvorstellungen, die sich aus Standardisierungen des Empfindens, Denkens, Handelns und Redens ergeben haben.

### Sprachphilosophie (philosophische Semantik)
Für die analytische Philosophie ist die Semantik ein wichtiger Teilbereich. Die Sprachphilosophie wurde lange Zeit nur als Semantik verstanden. Erst durch Wittgensteins Wirken im 20. Jahrhundert wurde die Pragmatik zu einem ebenso wichtigen Teil der Sprachphilosophie.

### Visuelle Kommunikation
In der Visuellen Kommunikation können optische Medien in ihren verschiedenen Erscheinungsweisen (Plakate, Werbespots, Piktogramme und andere) auch mit den Begriffen der Semantik untersucht und analysiert werden.